# Tarandus vel Rangifer

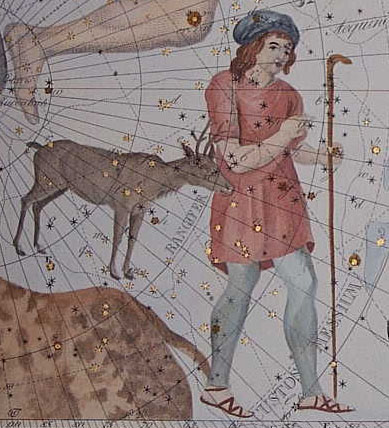
Constelación del Reno (Tarandus vel Rangifer).

Tarandus vel Rangifer (1743-1922) denominada en español como El Reno fue una pequeña y poco significativa constelación localizada entre las constelaciones de Casiopea, Cefeo y la Jirafa.
Creada en 1743 por el astrónomo francés Pierre Charles Le Monnier en  conmemoración de la expedición de Pierre Louis Moreau de Maupertuis hacia Laponia de la que fue partícipe para medir la longitud de un grado de latitud en el extremo norte del planeta en 1736, aprovechando la edición de su mapa celeste que insertó en su tratado sobre los cometas La thèorie des comets: Où l'on traite du progrès de cette partie de l'astronomie (La teoría de los cometas o un tratado de los progresos de esta especialidad de la astronomía) dándole el nombre de Le Renne (el reno), que ubicó muy cerca del polo norte celeste (en el sector circumpolar) para significar su relación con la región explorada del norte de Europa.
Le Monnier estaba dibujando un mapa celeste con la trayectoria de un cometa que transcurría en el sector más septentrional de Cefeo y llegaba hasta Casiopea, ahí dibujó un pequeño reno, acuñando esta pequeña constelación, pues le vino a la memoria su viaje a Laponia.
Le Monnier no llegó a realizar un catálogo de estrellas para determinar la constelación y Bode en su catálogo de 1801 Allgemeine Beschreibung und Nachweisung der Gestirne designó un conjunto de 46 estrellas débiles entre la 5.ª y 7.ª magnitud y un objeto de cielo profundo como la galaxia NGC 1184. Actualmente, la mayor parte de esta agrupación está designada en el extremo septentrional de la constelación de Cefeo junto a Casiopea.
A pesar de estar presente en el cielo durante 179 años, la convención extraordinaria de la Unión Astronómica Internacional (U.A.I./I.A.U.) desaconsejó su uso en 1922.

## Etimología
Posteriormente se latinizó con el nombre "Tarandus" o "Rangifer", ya que el reno tiene la denominación binomial para esta especie acuñada por C.Linneo en 1758: Rangifer tarandus, quedando finalmente como "Tarandus vel Rangifer" siendo su genitivo latino "Tarandi vel Rangiferi".
Su alumno, el francés Jean Fortin en su Atlas Celeste de 1776; lo denominó como “le Rénee”, que posteriormente revisó y modificó en su edición de 1795 con el nombre original "Le Renne".
Bode latinizó el nombre como "Rangifer". También fue conocida con el nombre de "Tarandus", quedando finalmente como Tarandus vel Rangifer.